# ثقبة فقرية
الثُّقْبَةُ الفِقْرِيَّة (بالإنجليزية: vertebral foramen)‏، هي فتحة في الفقرات النمطية تكونت باتحاد الجزء الأمامي (من جسم الفقرة) والجزء الخلفي (من القوس الفقرية).
تبدأ الفتحة الفقرية عند الفقرة الرقبية الأولى (C1 أو الفقرة الأطلسية)، وتنتهي عند الفقرة القطنية الخامسة (L5).
تحوي الثقبة الفقرية الحبل الشوكي والسحايا التي تمتد على طول الفقرات السابقة؛ لذا تُدعى أحياناً بالقناة الشوكية.

## الروابط الخارجية
- شكل تشريحي: 02:01-06 على موقع مركز سوني دونستات الطبي (تشريح بشري عبر الإنترنت). - "Superior and lateral views of typical vertebrae"
- أطلس تشريح جامعة ميشيغان back_bone16 - "Typical Lumbar Vertebra, Superior View; Lumbar Vertebral Column, Oblique Lateral View"